# Ibrahim Kanalan
Ibrahim Kanalan (* 1. Januar 1980 in der Türkei) ist deutscher Rechtswissenschaftler. Er war von 2022 bis 2023 Staatssekretär für Justiz in der Berliner Senatsverwaltung für Justiz, Vielfalt und Antidiskriminierung.

## Leben
Kanalan wuchs in der Türkei auf und floh im Alter von 14 Jahren nach Deutschland. Er studierte von 2001 bis 2006 Rechtswissenschaft an der Freien Universität Berlin und absolvierte von 2002 bis 2004 ein Fremdsprachliches Rechtsstudium in türkischem Recht an der Humboldt-Universität zu Berlin. 2007 legte er das erste Staatsexamen ab. Das Rechtsreferendariat absolvierte er von 2007 bis 2009 im Bezirk des Kammergerichts Berlin mit Stationen bei der Senatsverwaltung für Gesundheit und Soziales Berlin und beim Hohen Flüchtlingskommissar der Vereinten Nationen in Deutschland. 2009 legte er das zweite Staatsexamen ab. Von 2010 bis 2014 erfolgte die Promotion an der Universität Bremen mit dem Titel „Das Recht auf Nahrung – Seine universelle Justiziabilität und Durchsetzung gegen transnationale Unternehmen“.
Er absolvierte von September 2012 bis Januar 2013 einen Forschungsaufenthalt an der University of Glasgow sowie von Februar bis März 2015 einen Forschungsaufenthalt an der Universidade de Brasília. Von 2011 bis 2014 war er Lehrbeauftragter an der Freien Universität Berlin für „European Master in Childhood Studies and Children’s Rights“ und zwischen September 2013 und Oktober 2014 wissenschaftlicher Mitarbeiter an der Professur für Öffentliches Recht, Europarecht, Völkerrecht und Rechtstheorie an der Universität Bremen. Von April 2015 bis September 2020 war er wissenschaftlicher Mitarbeiter am Lehrstuhl für Öffentliches Recht und Völkerrecht und am Centre for Human Rights Erlangen-Nürnberg  an der Friedrich-Alexander-Universität Erlangen-Nürnberg.
Er war zudem von 2008 bis 2015 Vorstandsmitglied des Flüchtlingsrats Berlin und von 2012 bis 2015 Mitglied des Berliner Landesbeirats für Integrations- und Migrationsfragen. Im Mai 2021 wurde er mit einer sozialrechtlichen Arbeit (Transformation sozialrechtlicher Zugehörigkeit) unter der Betreuung von Markus Krajewski an der Friedrich-Alexander-Universität Erlangen-Nürnberg habilitiert. Ihm wurde die Lehrbefugnis für Öffentliches Recht, Sozialrecht, Europarecht und Völkerrecht erteilt. Seit September 2021 ist er Privatdozent an der Friedrich-Alexander-Universität Erlangen-Nürnberg. Er vertrat im Wintersemester 2020/2021 einen Lehrstuhl an der Universität Konstanz, im Sommersemester 2021 einen Lehrstuhl an der Universität Bielefeld, im Wintersemester 2021/2022 sowie im Sommersemester 2024 einen Lehrstuhl an der Justus-Liebig-Universität Gießen, im Sommersemester 2022 einen Lehrstuhl an der Julius-Maximilians-Universität Würzburg und im Wintersemester 2023/2024 einen Lehrstuhl an der Europa-Universität Viadrina Frankfurt (Oder). Im Wintersemester 2024/2025 vertritt er einen Lehrstuhl an der Universität Halle-Wittenberg.
Am 1. August 2022 wurde Kanalan zum Staatssekretär für Justiz in der Berliner Senatsverwaltung für Justiz, Vielfalt und Antidiskriminierung ernannt. Er folgte Daniela Brückner nach. Mit der Bildung des Senates Wegner im April 2023 schied er als Staatssekretär aus.